# Мицкявичюс, Антанас Антанович
Антанас Антанович Мицкявичюс — советский хозяйственный и политический деятель.

## Биография
Родился в 1906 году в Крейвенишкисе. Член КПСС.
Окончил Коммунистический университет национальных меньшинств Запада имени Мархлевского.
Участник подпольного коммунистического движения в межвоенной Литве: представитель ЛКП при Интернационале, секретарь ЦК ЛКСМ Литвы.
В 1940—1944 гг. — советский работник в РСФСР.
В 1944—1950 гг. — заместитель народного комиссара/министра внутренних дел Литовской ССР по кадрам.
В 1950—1952 гг. — председатель Шяуляйского облисполкома.
В 1952—1959 гг. — заместитель министра финансов Литовской ССР по кадрам.
Избирался депутатом Верховного Совета Литовской ССР 3-го созыва.
Умер в 1972 году в Вильнюсе.

## Награды
- Орден Ленина (20.07.1950)
- Орден Отечественной войны II степени (08.04.1947)
- Орден Красной Звезды (1945)